# Dr. Demento's Mementos
Dr. Demento's Mementos è il terzo album compilation pubblicato dal Dr. Demento nel 1982.

## Tracce
| n° | Titolo                                                         | Artista/i                           | Durata | Autore/i                   | Anno |
| -- | -------------------------------------------------------------- | ----------------------------------- | ------ | -------------------------- | ---- |
| 1  | Doctor of Dementia                                             | Dr. Demento feat. Barnes & Barnes   | 4:12   | Art Barnes/Artie Barnes    | 1982 |
| 2  | I Get Weird                                                    | John W. Christensen                 | 2:42   | John W. Christensen        | 1982 |
| 3  | I Wanna Kiss Her                                               | Tim Cavanagh                        | 3:19   | Tim Cavanagh               | 1981 |
| 4  | My Wife Left Town with a Banana                                | Carlos Borzeine, Sr.                | 1:27   | Carlos Borzeine, Sr.       | 1982 |
| 5  | Smut                                                           | The Other Half                      | 5:17   | Hesselschwardt/McGladdery  | 1982 |
| 6  | Space Invaders                                                 | Uncle Vic                           | 3:34   | Victor Blecman             | 1980 |
| 7  | The Rodeo Song                                                 | Garry Lee & Showdown                | 1:58   | Gaye Delorme               | 1981 |
| 8  | Bodine Brown (She's Fun To Be Around)                          | Purvis Pickett & The Punk-a-Billies | 2:14   | R.J. Powell                | 1982 |
| 9  | The Halphabet Song                                             | The Three Stooges                   | 1:36   | ?                          | 1938 |
| 10 | The Swedish Western                                            | Steve Lisenby                       | 2:44   | Steve Lisenby              | 1982 |
| 11 | Harry's Jockstrap                                              | Dickie Goodman                      | 1:47   | ?                          | 1964 |
| 12 | My Name is Not Merv Griffin                                    | Gary Muller                         | 1:46   | Gary Muller                | 1982 |
| 13 | Medriocre Mama                                                 | Doug Robinson & Brian Laurance      | 3:35   | ?                          | 1982 |
| 14 | Don't Go Down To The Fallout Shelter (With Anyone Else But Me) | Tom Fenton & Ice-Nine               | 2:10   | ?                          | 1980 |
| 15 | Rock & Roll Doctor                                             | Travesty Ltd.                       | 3:24   | Dane Nuttycombe/Pat Carrol | 1981 |
| 16 | I Found The Brains Of Santa Claus                              | Jason & The Strap-Tones             | 2:21   | Jason Robert Lyle          | 1981 |